# Gaertneriomyces semiglobifer
Gaertneriomyces semiglobifer är en svampart som beskrevs av Uebelm. ex D.J.S. Barr 1980. Gaertneriomyces semiglobifer ingår i släktet Gaertneriomyces och familjen Spizellomycetaceae.   Inga underarter finns listade i Catalogue of Life.